# مراسم خاک‌سپاری (آلبوم)
مراسم خاکسپاری (به انگلیسی: Funeral) اولین آلبوم استودیویی گروه ایندی راک کانادایی آرکید فایر است که در ۱۴ سپتامبر ۲۰۰۴ به انتشار رسید. علت اینکه آلبوم مراسم خاکسپاری نامیده شد این بود که چندی از اعضای گروه کسی از خویشاوندان خود مانند پدربزرگ، مادر بزرگ یا عمه را در خلال یک سال پیش از انتشار آلبوم از دست داده بودند.
ضبط های اولیه برای مراسم تشییع جنازه طی یک هفته در اوت ۲۰۰۳ در هتل توتانگو در مونترال، کبک کانادا انجام شد و ضبط در اواخر همان سال تمام شد و همه در قالب ضبط آنالوگ انجام شده است.

## فهرست آهنگ‌ها
| شماره | نام                           | مدت  |
| ----- | ----------------------------- | ---- |
| ۱.    | «Neighborhood #1 (Tunnels)»   | ۴:۴۸ |
| ۲.    | «Neighborhood #2 (Laïka)»     | ۳:۳۳ |
| ۳.    | «Une Année Sans Lumière»      | ۳:۴۰ |
| ۴.    | «Neighborhood #3 (Power Out)» | ۵:۱۲ |
| ۵.    | «Neighborhood #4 (7 Kettles)» | ۴:۴۹ |
| ۶.    | «Crown of Love»               | ۴:۴۲ |
| ۷.    | «Wake Up»                     | ۵:۳۹ |
| ۸.    | «Haïti»                       | ۴:۰۷ |
| ۹.    | «Rebellion (Lies)»            | ۵:۱۰ |
| ۱۰.   | «In the Backseat»             | ۶:۲۱ |